# Bendiks Cazemier
Bendiks Walter Cazemier (Stavoren, 5 januari 1931 — Sint Nicolaasga, 28 december 2024) was een Nederlands burgemeester.
Cazemier werd geboren in Stavoren, waar zijn vader Otto Samuel Cazemier als predikant stond. Nog in zijn geboortejaar verhuisde het gezin naar Dalfsen, waar hij opgroeide. Hij begon zijn ambtelijke carrière in 1950 in Zwollerkerspel en werkte vervolgens bij diverse gemeentes, hij was onder meer ambtenaar ter gemeentesecretarie en hoofdcommies.
Hij werd burgemeester van IJlst (1964-1970) en van Wymbritseradeel (1970-1984). In 1984 werden bij een gemeentelijke herindeling de voormalige gemeentes IJlst en Wymbritseradeel samengevoegd tot de gemeente Wymbritseradeel. Cazemier was vervolgens tot 1993 burgemeester van de nieuw gevormde gemeente. Hij had diverse nevenfuncties en was onder andere voorzitter van de Friese Wildschadecommissie en secretaris van het centraal bestuur van Talma Rustoorden. Van 1993 tot 1994 was hij waarnemend burgemeester op Ameland. Hij was lid van de CHU en later van het CDA.
Cazemier overleed op 28 december 2024 in Sint Nicolaasga op 93 jarige leeftijd.